# سلطنة ملقا
سلطنة ملقا ((بالملايوية: Kesultanan Melayu Melaka)‏، أبجدية جاوية: كسلطانن ملايو ملاك)، كانت سلطنة ملاوية مركزها فيما يعرف حالياُ بـ ملقا، ماليزيا. تأسّست تقريبا في عام 1400 من قبل السلطان باراميسوارا والذي كان يعرف أيضا باسم إسكندر شاه. كانت السلطنة في أوج قوتها في القرن ال15، وامتدّت السلطنة من جنوب تايلند (شمالاً) إلى سومطرة في المنطقة الجنوبية الغربية من شبه جزيرة ملايو وجزر رياو. غزا البرتغاليون عاصمتها في 1511. وفي 1528، تأسست سلطنة جوهر لتخلف ملقا.

## خلفية تاريخية

### بداية التأسيس
أضعفت سلسلة الغارات التي شنتها سلالة تشولا الحاكمة في القرن الحادي عشر من قوة إمبراطورية سريفيجايا التي كانت مجيدةً يومًا ما. بحلول نهاية القرن الثالث عشر، لفتت سريفيجايا المجزأة انتباه الملك الجاوي التوسعي، كيراتانيجارا من سنغاساري. في عام 1275، أمر بإرسال حملة بامالايو للاستيلاء على سومطرة. بحلول عام 1288، نجحت القوات الاستطلاعية البحرية التابعة لسنغاساري في نهب جمبي وفلمبان، ونجحت في إضعاف مملكة الملايو التي كانت قد خلفت إمبراطورية سريفيجايا. في عام 1293، خلف ماجاباهيت سنغاساري في حكم المنطقة.
وفقا لما ورد في السجلات التاريخية لملايو، بقي أمير من فلمبان يدعى سيري تيري بوانا والذي ادعى أنه من سليل الإسكندر الأكبر، في جزيرة بنتن لعدة سنوات قبل أن يبحر ويهبط في تماسيك عام 1299. في نهاية المطاف، جعله شعب اورانج لاوت (شعب البحر)، المعروفون بولائهم لسريفيجايا، ملكا لمملكة جديدة تدعى سينغابورا. في القرن الرابع عشر، تطورت مملكة سينغابروا بشكل متزامن مع عصر الاستقرار المغولي وتطورت من موقع تجاري صغير إلى مركز للتجارة الدولية تربطه علاقات قوية مع سلالة يوان الحاكمة.
في سبعينيات القرن التاسع عشر، وفي محاولة لإعادة ثروة ملايو في سومطرة، أرسل حاكم الملايو في فلمبان مبعوثًا إلى أول إمبراطور من سلالة مينغ الناشئة حديثًا. دعا الصين إلى استئناف نظام الرافد، تمامًا كما فعلت سريفيجايا قبل عدة قرون.
بعد تعلم هذه المناورة الدبلوماسية، بعث الملك هايام وروك من ماجاباهيت على الفور مبعوثًا إلى نانكينغ، أقنع الإمبراطور بأن مالايو كانت تابعة لهم، ولم تكن دولة مستقلة.
بعد ذلك، في عام 1377 — بعد بضع سنوات من موت جاجاه مادا، أرسلت ماجاباهيت هجومًا بحريًا ردًا على تمرد حصل في فلمبان، ما تسبب في تدمير سريفيجايا بالكامل، وجلاء رؤساء وشخصيات منها. أعقب ذلك تمردات ضد الحكم الجاوي، وجرت محاولات من الأمراء المالاويين الفارين لإحياء الإمبراطورية، الأمر الذي وضع منطقة جنوب سومطرة في حالة من الفوضى والخراب.
بحلول النصف الثاني من القرن الرابع عشر، نمت مملكة سينغابورا وتطورت، لكن نجاحها أزعج قوتين إقليميتين آنذاك، هما: مملكة أيوثايا في الشمال، ومملكة ماجاباهيت في الجنوب. نتيجة لذلك، هوجمت عاصمة المملكة المحصنة من قوتين رئيسيتين على الأقل، قبل أن يتم نهبها بالكامل وبشكل نهائي على يد مملكة ماجاباهيت في عام 1398، وفر الملك الخامس والأخير إسكندره شاه إلى الساحل الغربي لشبه جزيرة الملايو.
فر إسكندره شاه شمالًا إلى بلدة موار وأوجونغ تانا وبياواك بوسوك قبل أن يصل إلى قرية صيد في مصب نهر برتام (المعروف حاليًا باسم نهر ملقا). كانت القرية تابعة للقبائل البحرية أورانج لاوت، وتركتها قوات ماجاباهيت لوحدها، ثم نهبت سنغابورا ولانجكاسوكا وباساي. نتيجة لذلك أصبحت القرية ملاذًا آمنًا، وبدأت في 1370 تتلقى عددًا متزايدًا من اللاجئين الفارين من هجمات ماجاباهيت. مع وصول إسكندر شاه إلى ملقا في أوائل القرن التاسع عشر، كان قد تواجد في المكان بوذيون من الشمال، وهندوس من فلمبان، ومسلمون من باساي، وكان المكان متضامنًا معهم.

### النمو

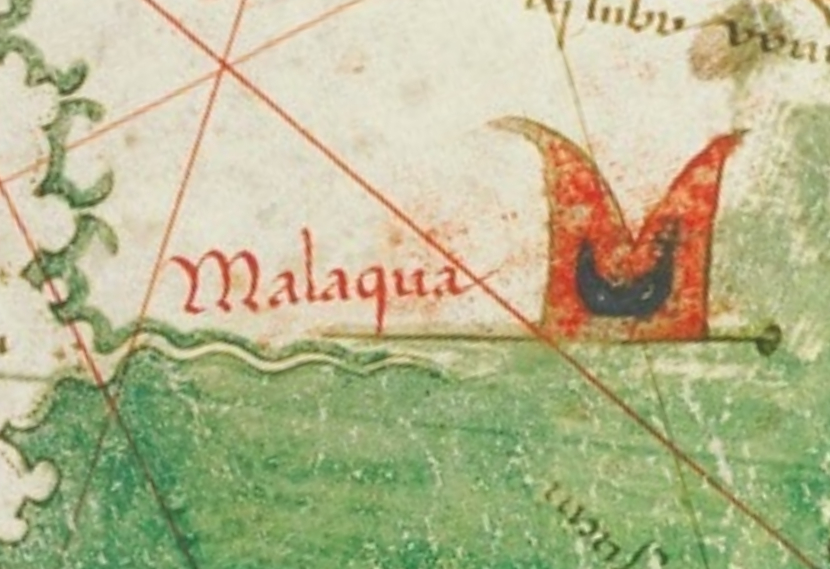
صورة علم سلطنة ملقا من الخريطة البرتغالية عام 1502، تقريبًا قبل 9 سنوات من أن تتعرض ملقا لهجوم البرتغاليين في عام 1511.

بعد بناء مدينته الجديدة في ملقا، بدأ إسكندر شاه في تطوير هذا المكان، ووضع أساس ميناء تجاري. وُظّف السكان الأصليون في المضيق، وهم شعوب أورانج لاوت، للعمل في دوريات في المناطق البحرية المجاورة، ولصد القراصنة الآخرين، وتوجيه التجار إلى ملقا. في غضون سنوات، بدأت الأخبار عن تحول ملقا إلى مركز للتجارة تنتشر في جميع أنحاء الجزء الشرقي من العالم.
في عام 1405، أرسل الإمبراطور يونغلي من سلالة مينغ (1402-1424) وفده برئاسة يين تشينغ إلى ملقا، وفتحت زيارته الطريق أمام إقامة علاقات ودية بين ملقا والصين. بعد عامين قام البحار الصيني تشنغ خه بأول زيارة له من بين ست زيارات إلى ملقا. بدأ التجار الصينيون في في الوفود إلى ميناء وقواعد التجارة الخارجية الرائدة في ملقا. وجاء بعض التجار الأجانب الآخرين، وعلى رأسهم العرب والهنود والفرس، لإقامة قواعدهم التجارية والاستقرار في ملقا، ما رفع عدد سكانها إلى 2000 نسمة. في عام 1411 ترأس إسكندر شاه حزبًا ملكيًا يضم 540 شخصًا وغادر متوجهًا إلى الصين برفقة تشنغ خه لزيارة أسرة مينغ. ذكرت سجلات مينغ أنه عام 1414، زار ابن أول حاكم في ملقا الأسرة لإعلام يونغلي بوفاة والده.
استمرت المملكة في الازدهار خلال فترة حكم ميجات ابن إسكندر شاه. شهدت هذه الفترة تنوع مصادر المملكة الاقتصادية مع اكتشاف منجمي قصدير في الجزء الشمالي من المدينة، كما زرعت أشجار النخيل في البساتين وحول مصبات الأنهار والشواطئ.
أمر ميجات إسكندر شاه ببناء سور حول المدينة مزودًا بأربعة مداخل محمية، من أجل حمايتها من أي اعتداء محتمل. كما بنيت قلعة مسيجة في وسط المدينة حيث خزنت ممتلكات الدولة وإمداداتها. تزامن نمو ملقا مع القوة الصاعدة لمملكة أيوثايا في الشمال. أزعجت الأطماع المتزايدة للمملكة ضد جيرانها وشبه جزيرة الملايو حاكم ملقا، وفي إجراء استباقي، ذهب الملك في زيارة ملكية إلى الصين عام 1418 لتوضيح مخاوفه بشأن هذا التهديد، واستجاب يونغلي في أكتوبر 1419، وأرسل مبعوثًا لتحذير الحاكم السيامي، كما عززت العلاقات بين الصين وملقا عبر إرسال عدة مبعوثين إلى الصين بقيادة حكام ملقا في الأعوام 1420، و1421، و1423، ونتيجة لذلك، يمكن القول إن ملقا كانت محصنة اقتصاديًا ودبلوماسيًا.
في الفترة ما بين عامي 1424 و1433، قام الملك محمد شاه (1424-1444) بزيارتين ملكيتين إضافيتين إلى الصين، وقيل إنه خلال فترة حكمة جاء أحد العلماء واسمه سعيد عبد العزيز إلى ملقا لنشر تدريس الإسلام، وقد استمع الملك مع عائلته وكبار المسؤولين والرعايا إلى تعاليمه. بعد فترة وجيزة، غير رجا تنجاه اسمه إلى محمد شاه، واتخذ لقب سلطان بنصيحة من العلماء، كما أدخل الإسلام في إدارته، فجاءت العادات، والبرتوكولات الملكية، والبيروقراطية، والتجارية لتتوافق مع مبادئ الإسلام. مع تزايد أهمية ملقا كمركز تجاري دولي، كان التنظيم العادل للتجارة المفتاح الأساسي لاستمرار الرخاء، وللقوانين البحرية في ملقا في فترة حكم السلطان محمد شاه، عين أربعة شابندرات في الميناء، أدت كل ذلك إلى استيعاب التجار الأجانب، الذين كانت لهم مناطقهم الخاصة في المدينة. في ثلاثينيات القرن الخامس عشر، عكست الصين سياساتها التوسعية البحريةـ، ولكن في ذلك الوقت، تمتعت ملقا بقوة عسكرية كافية تمكنها من الدفاع عن نفسها. على الرغم من كل ذلك، حافظت الصين على إظهار مستمر للصداقة، ما يشير إلى أنها وضعت ملقا في منزلة عالية. في الواقع، وعلى الرغم من أن الصين كانت تعتبر معظم الدول الأجنبية دولًا تابعة، بما في ذلك إيطاليا والبرتغال، فإن علاقاتها مع ملقا اتسمت بالاحترام المتبادل والصداقة، مثل العلاقات بين أي بلدين يتمتعان بالسيادة. في عام 1444، توفي محمد شاه بعد أن حكم مدة عشرين عامًا، وترك وراءه ولدين، هما: رجاء قاسم، نجل تون واتي ابنة أحد التجار الهنود الأثرياء، ورجاء إبراهيم، نجل أميرة روكان. خلفه نجله الأصغر رجاء إبراهيم الذي حكم باسم السلطان أبو شهيد شاه (1444-1446). كان أبو شهيد حاكمًا ضعيفًا وكانت إدارته خاضعة لسيطرة رجاء روكان، قريب أمه الذي ظل ملقا أثناء حكمه. دفع هذا الوضع المسؤولين في بلاط الحكم إلى التخطيط لاغتيال رجاء روكان وتثبيت شقيق أبو شهيد الأكبر رجاء قاسم على العرش، وفي النهاية، قتل كل من السلطان ورجاء روكان في الهجوم الذي وقع في عام 1446. عُيَن رجاء قاسم حاكمًا خامسًا لملقا بعد ذلك، وحكم باسم السلطان مظفر شاه (1446-1459). أصبح التهديد الذي يلوح في الأفق من مملكة أيوثايا حقيقة واقعة عندما بدأت الغزو البري لملقا عام 1446. جلب تون بيراك، عمدة مدينة كلاغ رجاله لمساعدة ملقا في المعركة ضد السياميين التي انتصرت فيها ملقا.

## سلاطين ملقا
- باراميسوارا (1402 - 1424) وفي بعض المصادر (1402 - 1414) وميجات إسكندر شاه (1414 - 1424)
- محمد شاه (1424 - 1444)
- أبو شهيد شاه (1444- 1446)
- مظفر شاه (1446 - 1459)
- منصور شاه (1459 - 1477)
- علاء الدين ريات شاه (1477 - 1488)
- محمود شاه (1488 - 1528)[1]:246